# قاقالو
قاقالو هي قرية في مقاطعة خدا أفرين، إيران. عدد سكان هذه القرية هو 77 في سنة 2006.